# San Mayol
San Mayol es una localidad argentina del partido de Tres Arroyos, en el sur de la provincia de Buenos Aires.

## Ubicación
Se encuentra a 30 km al este de la ciudad de Tres Arroyos, a través de la Ruta Nacional 3 para luego tomar la ruta provincial 85.

## Población
Cuenta con 477 habitantes (Indec, 2022), lo que representa un incremento del 657 % frente a los 63 habitantes (Indec, 2010) del censo anterior.
| Gráfica de evolución demográfica de San Mayol entre 1980 y 2022 |
|                                                                 |
| Fuente: Censos nacionales del INDEC                             |

## Toponimia
Nombre impuesto a la estación de FFCC por la empresa Ferrocarril del Sud a solicitud de Felipe Mayol de Senillosa, en honor al santo que identifica al apellido familiar.

## Historia
El 1 de octubre de 1907 se habilita el ramal ferroviario Tres Arroyos - Lobería, ello dio lugar a la construcción de la estación en tierras cedidas por Felipe Mayol de Senillosa, quien había formado una Colonia agrícola. Su esposa María Luisa Cramer de Mayol fue digna continuadora de su obra, además apoyó distintas iniciativas y realizó importantes contribuciones para la construcción de la iglesia dedicada al Sagrado Corazón. Por su parte, su hijo el Ing. Jorge Mayol, dio gran impulso urbanístico a la localidad.
El 23 de febrero de 1912 se funda la logia masónica "Amor a la Humanidad N° 280" dependiente de la Gran Logia de la masonería argentina. 
En la década del treinta era una localidad pujante, con servicios telefónicos, de correo y telegráficos, una Cooperativa Agrícola que centralizaba los negocios de más de un centenar de productores, el Club Atlético y Recreativo San Mayol, talleres, comercios y una dinámica gestión de una Sociedad de Fomento. El cierre del ramal ferroviario, sumados a la tecnificación del campo inició el éxodo poblacional del cual nunca llegó a recuperarse.

## Lugares de Interés
Sin duda la iglesia del Sagrado Corazón de Jesús, inaugurada en 1933, es una obra trascendental que merece visitarse, en su interior se encuentra una estatua en terracota de Saint Mayeul, abad de Cluny (Francia) y en su altar un Cristo tallado en madera.-.

## Enlaces externos

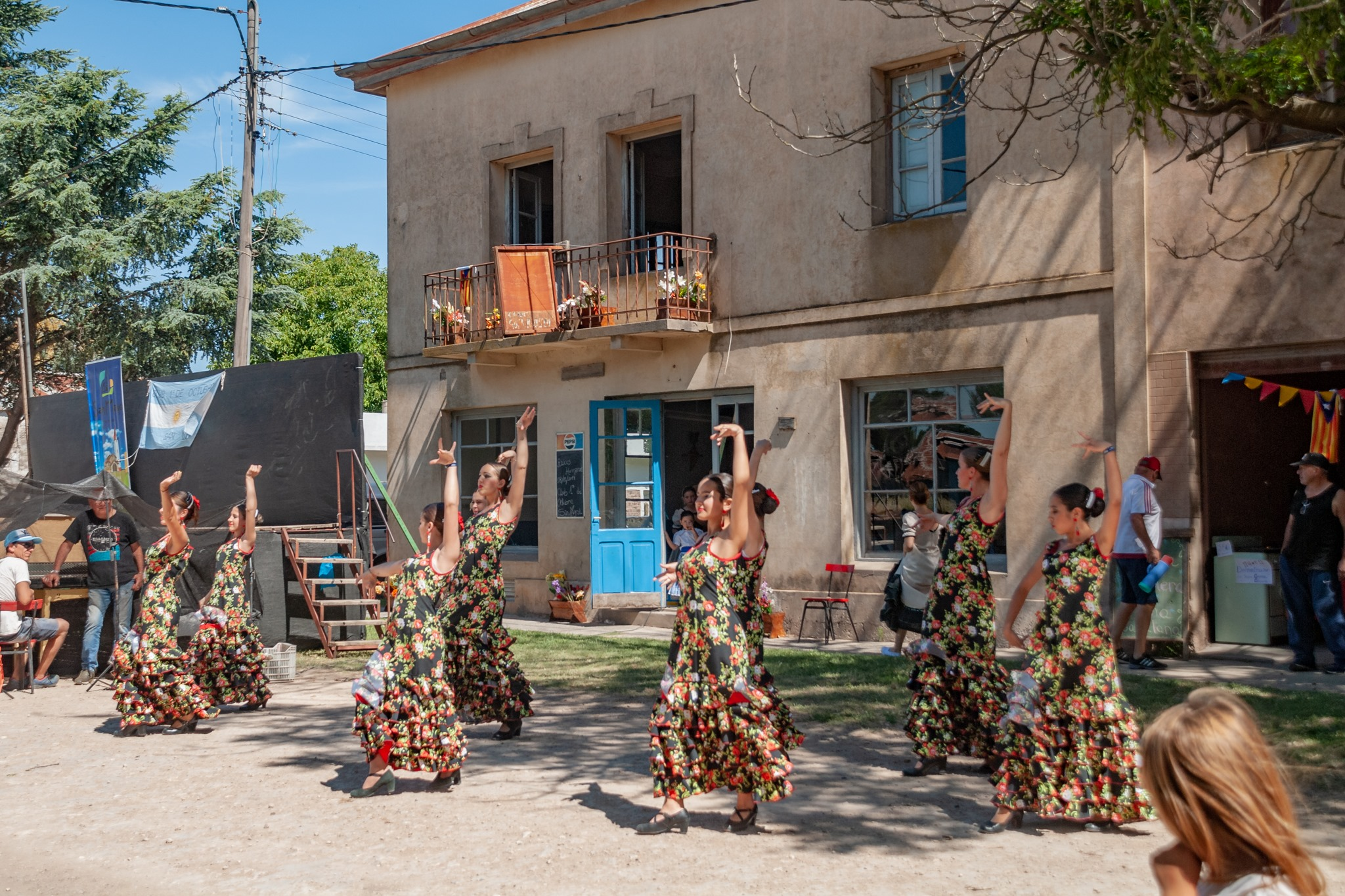
Fiesta "Raíces Hermanas"